# 避難安全検証法
避難安全検証法（ひなんあんぜんけんしょうほう）は、建物の在館者が火災発生時に安全に避難できることを計算により証明することで、建築基準法で定められた制限に対して一部を適用除外とする規定である。

## 概要
平成12年6月の法改正により、従来の仕様規定であるルートAに加え、性能規定であるルートB及びルートCによる制限の適用除外が可能となった。
従来のルートAによる仕様規定では実態にそぐわない過剰設計となる傾向があったため性能による規定を行う手法が取り入れられた。
ルートBには当該階における検証を行う階避難安全検証、建物全体の検証を行う全館避難安全検証の2種類がありそれぞれ計算方法が国土交通省告示で定められている。
階避難安全検証法と全館避難安全検証法では適用除外となる制限が異なる。
ルートCは、計算については告示で定められた手法を採用するルートBと異なり、独自の検証や予測手法など高度な専門知識を用いて性能評価委員会の評定の取得及び国土交通大臣の申請及び認可を得る手法である。そのため、検証期間が長くなるがデザインや設計における自由度を最も得られるというメリットがある。この規定を用いることで大空間を有する大型商業施設や工場、倉庫などは排煙設備の規定の除去や防煙区画規制の緩和によりコストの低減やプランニングの自由度が上がる一方、集合住宅やホテルでは得られるメリットが少ない傾向にある。また、病院や児童福祉施設には避難安全検証法の適用が不可である。

## 適用除外となる制限
階避難安全検証法
- 119条 廊下の幅
- 120条 直通階段までの歩行距離
- 123条3項1号  特別避難階段の構造 付室の設置
- 123条3項2号  特別避難階段の構造 排煙設備の設置
- 123条3項12号  特別避難階段の構造 付室などの面積
- 123条3項10号  防火設備
- 124条1項2号  物品販売業を営む店舗における避難階段等の幅　階段への出口幅
- 126条の2  排煙設備の設置
- 126条の3  排煙設備の設置
- 128条の5  特殊建築物の内装

全館避難安全検証法（階避難安全検証法による適用除外項目も含む）
- 112条5項　 11階以上の100㎡区画
- 112条9項　 竪穴区画
- 112条9項　 異種用途区画
- 123条1項1号　　避難階段の構造 耐火構造の壁
- 123条1項6号  避難階段の構造 防火設備
- 123条2項2号  屋外避難階段の構造　防火設備
- 123条3項3号  耐火構造の壁
- 124条1項1号  避難階段等の幅
- 125条1項  屋外への出口までの歩行距離
- 125条3項  物品販売業を営む店舗における屋外への出口幅